# 戸田隆矢
戸田 隆矢（とだ たかや、1993年6月10日 - ）は、兵庫県神戸市出身の元プロ野球選手（投手）。左投左打。

## 経歴

### プロ入り前
神戸市立神陵台中学校時代は兵庫県の神戸須磨クラブでエースを務める。同い年のチームメイトに稲垣将幸がおり、1学年上には野間峻祥がいる。
樟南高校では、1年時にチームが第91回全国高等学校野球選手権大会に出場するも、自身はベンチ外であった。2年時からエースとなり、同年夏は鹿児島県予選決勝で鹿児島実業高に1-3で敗れ準優勝。「九州No.1左腕」の異名を取るようになり挑んだ3年夏だったが、鹿児島県予選準々決勝の神村学園高戦で7回途中に10点目を奪われ3-10（7回コールド）で敗退した。甲子園出場経験はなし。
2011年10月27日、プロ野球ドラフト会議で広島東洋カープから3位指名を受けた。推定年俸は480万円。背番号は53。

### 広島時代
2012年は二軍で11試合に登板し、4勝2敗、防御率3.27と好投。9月12日に左の先発が手薄だったチーム状況もあり、一軍初昇格。同日の読売ジャイアンツ戦でプロ初登板初先発を果たしたが、3回2失点で敗戦投手となった。また、同日の試合ではプロ初打席で笠原将生から初安打を放っている。オフに70万円増となる推定年俸550万円でサインした。
2013年は3試合に登板し、0勝1敗、シーズンを通して4 2/3を投げて6失点、防御率12.46だった。オフには現状維持となる推定年俸550万円でサインした。
2014年、7月16日の横浜DeNAベイスターズ戦で先発し、5回4失点ながらもプロ初勝利。7月31日には伊藤準規からプロ初打点となる左前適時打を放った。シーズン後半は中継ぎに回り、8HPを挙げた。シーズンを通しては30試合に登板し、4勝2敗で防御率は3.32だった。オフに1010万円増となる推定年俸1560万円でサインした。
2015年、春季キャンプで精彩を欠き、二軍再調整となり開幕一軍スタートを逃す。その間の二軍戦で7試合に登板し6勝無敗、防御率1点台と安定感を取り戻し5月4日に一軍昇格。5月8日、黒田博樹が右踝の炎症で登録抹消され、黒田が先発予定だった同日の阪神タイガース戦（阪神甲子園球場）に二軍での好成績を買われ、代役で先発（結果は6回2失点で初白星）。それ以降は再びリリーフに回り、主にロングリリーフ要員としてチームを支えた。最終的にはキャリアハイとなる34試合に登板し、3勝3敗5ホールド、防御率は3.63だった。オフに410万円増となる推定年俸1970万円でサインした。またこの年にプロ入り後一軍では初となる失策を記録した。
2016年、開幕を二軍で迎えたが、4月23日に一軍に昇格。5月20日の阪神戦では12回裏に7番手で登板し、プロ初セーブを挙げると、7月10日の阪神戦で9回無失点でプロ初の完投・完封勝利を挙げた。

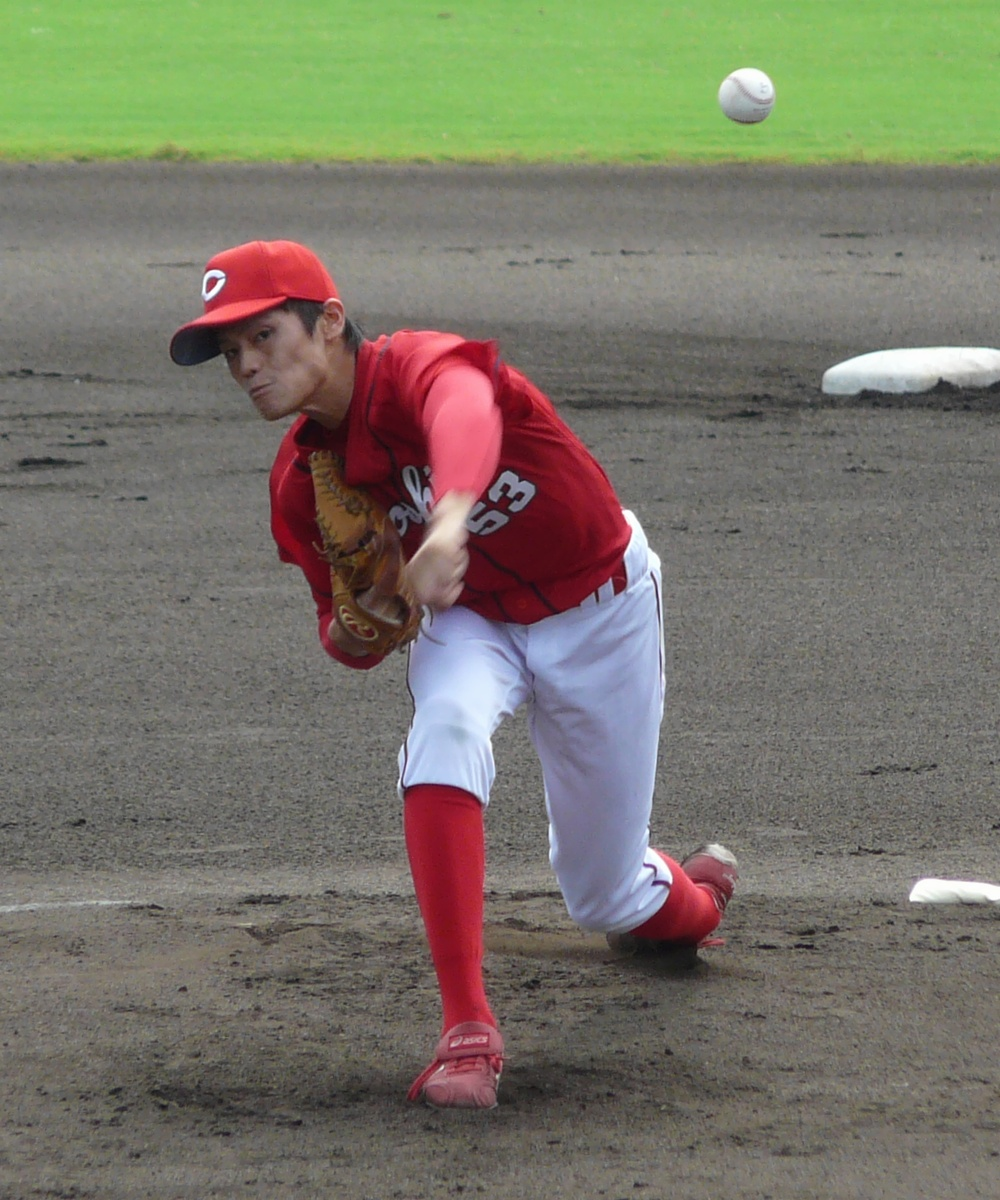
投球フォーム

7月20日に独身寮で転倒し、左手関節靭帯を負傷し二軍落ちした。この年より慢性的な左肘痛の影響もあって、一軍登板数が減っていくこととなる。ただシーズンを通しては4勝負けなし1セーブ、防御率2.80でキャリアハイを更新。オフには330万円アップの推定年俸2300万円でサインした。

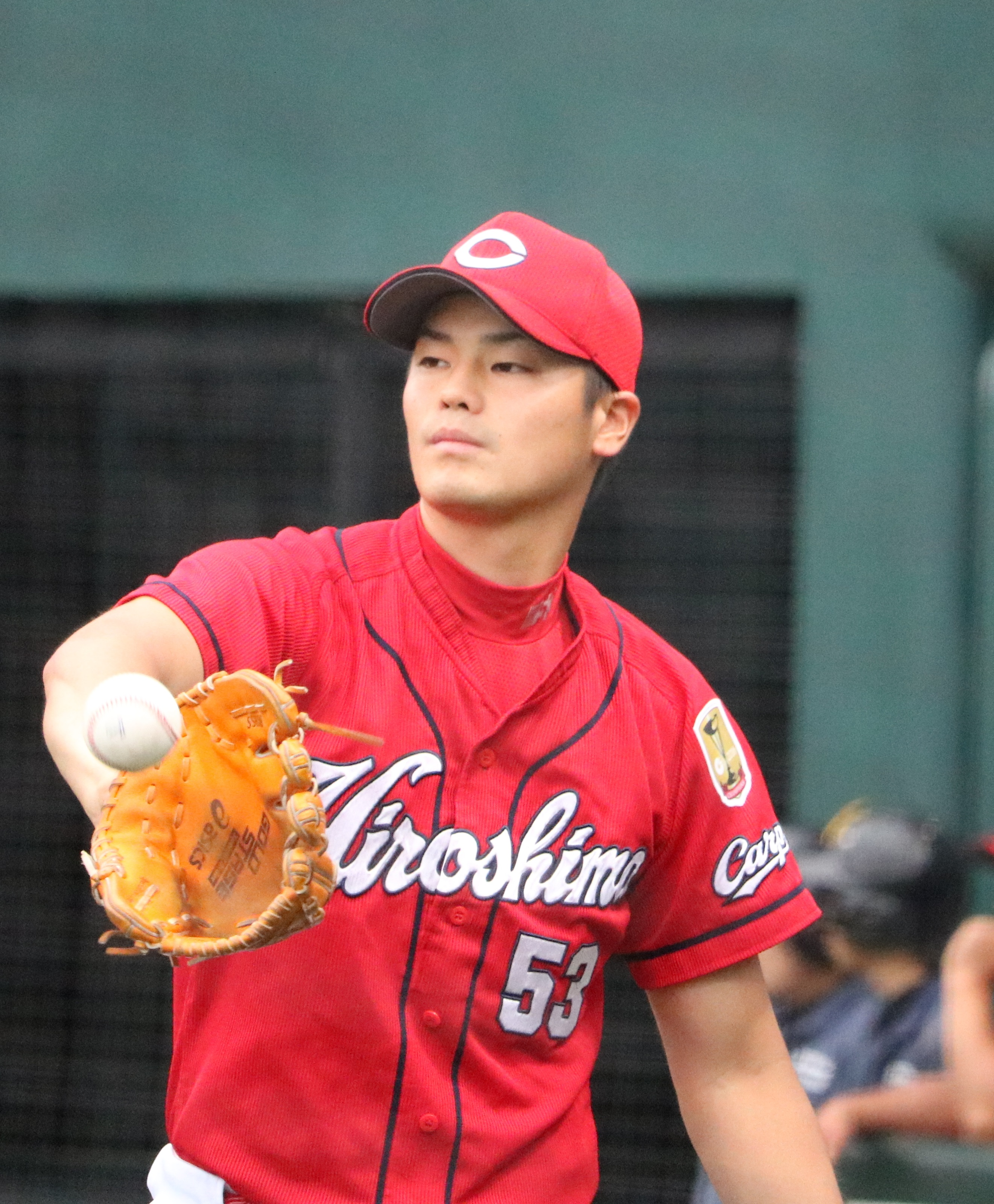
2017年6月21日、タマホームスタジアム筑後にて

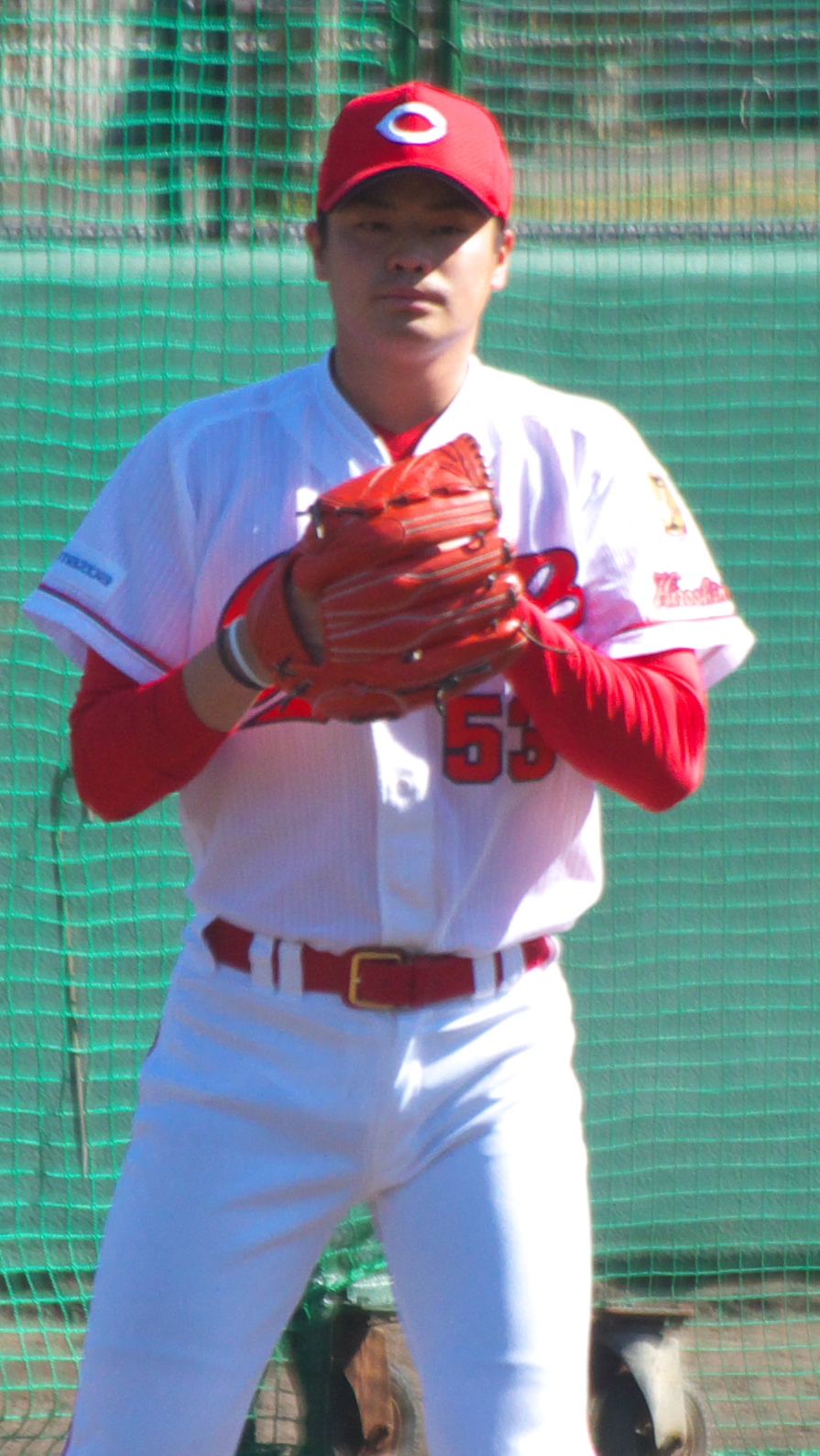
2018年2月17日 日南市天福球場にて

2017年は3試合で1ホールド、防御率11.05だった。オフに500万円減となる推定年俸1800万円でサインした。
2018年は7試合中3試合に先発するも、シーズンを通して勝ち負けはつかず、防御率は5.19だった。オフに200万円減となる推定年俸1600万円で契約を更改した。
2019年はプロ入り初の一軍登板なしでシーズンを終えた。オフには300万円減となる推定年俸1300万円で契約を更改した。
2020年も一軍登板はなく、7月15日に左肘内側側副靱帯再建術（トミー・ジョン手術）の手術を受けた。11月4日、戦力外通告を受けたが、同時に育成選手での再契約を結ぶ方針であることも発表された。12月10日、育成契約で合意した。背番号は125。また、推定年俸は900万円減となる400万円となった。
2021年シーズンは8月4日のウエスタン・リーグのソフトバンク戦で実践に復帰し、二軍ではすべて中継ぎで6試合に登板し、防御率1.50を記録した。オフに50万円アップとなる推定年俸450万円でサインした。
2022年も一軍での登板は無く、10月4日に球団から戦力外通告を受け、現役引退を表明。

### 現役引退後
現役引退後は、2022年に結婚した夫人と合同会社を設立し、レモン農家に転身することを表明した。2023年1月からは東広島市安芸津町で一から土壌作りを始め、広島名物のレモン栽培に取り組むとともに動画配信や動物愛護の活動にも携わるとしている。
2023年に合同会社MINATOを設立し、野球教室などにも携わる。

## 選手としての特徴・人物
180cmの身長から繰り出す最速149km/hのストレートが武器。変化球は、スライダーに自信を持っている。
愛称は「トッティ」。
2014年にドラフト会議で1位指名され入団した野間峻祥とは中学校時代に所属した神戸須磨クラブで、1学年違いのチームメイトだった。

## 詳細情報

### 年度別投手成績
| 年 度     | 球 団     | 登 板 | 先 発 | 完 投 | 完 封 | 無 四 球 | 勝 利 | 敗 戦 | セ 丨 ブ | ホ 丨 ル ド | 勝 率 | 打 者 | 投 球 回 | 被 安 打 | 被 本 塁 打 | 与 四 球 | 敬 遠 | 与 死 球 | 奪 三 振 | 暴 投 | ボ 丨 ク | 失 点 | 自 責 点 | 防 御 率 | W H I P |
| --------- | --------- | ----- | ----- | ----- | ----- | -------- | ----- | ----- | -------- | ----------- | ----- | ----- | -------- | -------- | ----------- | -------- | ----- | -------- | -------- | ----- | -------- | ----- | -------- | -------- | ------- |
| 2012      | 広島      | 1     | 1     | 0     | 0     | 0        | 0     | 1     | 0        | 0           | .000  | 15    | 3.0      | 4        | 0           | 2        | 0     | 0        | 0        | 0     | 0        | 2     | 2        | 6.00     | 2.00    |
| 2013      | 広島      | 3     | 0     | 0     | 0     | 0        | 0     | 1     | 0        | 0           | .000  | 28    | 4.1      | 9        | 1           | 6        | 0     | 1        | 4        | 0     | 0        | 6     | 6        | 12.46    | 3.69    |
| 2014      | 広島      | 30    | 5     | 0     | 0     | 0        | 4     | 2     | 0        | 6           | .667  | 243   | 57.0     | 59       | 7           | 22       | 0     | 2        | 36       | 3     | 0        | 24    | 21       | 3.32     | 1.42    |
| 2015      | 広島      | 34    | 5     | 0     | 0     | 0        | 3     | 3     | 0        | 5           | .500  | 273   | 62.0     | 59       | 4           | 29       | 0     | 0        | 44       | 2     | 1        | 31    | 25       | 3.63     | 1.42    |
| 2016      | 広島      | 17    | 6     | 1     | 1     | 0        | 4     | 0     | 1        | 0           | 1.000 | 226   | 54.2     | 49       | 5           | 18       | 0     | 4        | 42       | 2     | 0        | 17    | 17       | 2.80     | 1.23    |
| 2017      | 広島      | 3     | 1     | 0     | 0     | 0        | 0     | 0     | 0        | 1           | .---  | 34    | 7.1      | 10       | 1           | 1        | 0     | 0        | 7        | 0     | 0        | 9     | 9        | 11.05    | 1.50    |
| 2018      | 広島      | 7     | 3     | 0     | 0     | 0        | 0     | 0     | 0        | 0           | .---  | 82    | 17.1     | 22       | 3           | 9        | 0     | 0        | 13       | 0     | 0        | 11    | 10       | 5.19     | 1.79    |
| 通算：7年 | 通算：7年 | 95    | 21    | 1     | 1     | 0        | 11    | 7     | 1        | 12          | .611  | 901   | 205.2    | 212      | 21          | 87       | 0     | 7        | 146      | 7     | 1        | 100   | 90       | 3.94     | 1.45    |

### 年度別守備成績
| 年 度 | 球 団 | 投手  | 投手  | 投手  | 投手  | 投手  | 投手     |
| 年 度 | 球 団 | 試 合 | 刺 殺 | 補 殺 | 失 策 | 併 殺 | 守 備 率 |
| ----- | ----- | ----- | ----- | ----- | ----- | ----- | -------- |
| 2012  | 広島  | 1     | 0     | 0     | 0     | 0     | ----     |
| 2013  | 広島  | 3     | 0     | 0     | 0     | 0     | ----     |
| 2014  | 広島  | 30    | 2     | 9     | 0     | 0     | 1.000    |
| 2015  | 広島  | 34    | 3     | 10    | 1     | 0     | .929     |
| 2016  | 広島  | 17    | 5     | 6     | 0     | 0     | 1.000    |
| 2017  | 広島  | 3     | 0     | 1     | 0     | 0     | 1.000    |
| 2018  | 広島  | 7     | 1     | 2     | 0     | 0     | 1.000    |
| 通算  | 通算  | 95    | 11    | 28    | 1     | 0     | .975     |

### 記録
初記録
投手記録
- 初登板・初先発登板：2012年9月12日、対読売ジャイアンツ20回戦（東京ドーム）、3回2失点で敗戦投手
- 初奪三振：2013年4月14日、対中日ドラゴンズ3回戦（ナゴヤドーム）、1回裏に谷繁元信から空振り三振
- 初勝利・初先発勝利：2014年7月16日、対横浜DeNAベイスターズ15回戦（MAZDA Zoom-Zoom スタジアム広島）、5回4失点
- 初ホールド：2014年8月23日、対阪神タイガース18回戦（MAZDA Zoom-Zoom スタジアム広島）、5回表に2番手で救援登板・完了、1回無失点
- 初セーブ：2016年5月20日、対阪神タイガース7回戦（阪神甲子園球場）、12回裏に7番手で救援登板・完了、1回無失点
- 初完投・初完封勝利：2016年7月10日、対阪神タイガース15回戦（阪神甲子園球場）、9回8安打6奪三振

打撃記録
- 初打席・初安打：2012年9月12日、対読売ジャイアンツ20回戦（東京ドーム）、3回表に笠原将生から遊撃内野安打
- 初打点：2014年7月31日、対中日ドラゴンズ14回戦（MAZDA Zoom-Zoom スタジアム広島）、2回裏に伊藤準規から左前適時打

### 背番号
- 53（2012年[4] - 2020年）
- 125（2021年[10] - 2022年）